# Tony Yayo
Тони Йайо (англ. Tony Yayo; настоящее имя Марвин Бернард, англ. Marvin Bernard; 31 марта 1978 года, Нью-Йорк, США) — американский рэпер. Tony расшифровывается как Talk Of New York (с англ. — «Голос Нью-Йорка»).

## Начало карьеры
В начале 90-х он встретил 50 Cent и сразу познакомил с ним своего лучшего друга Lloyd Banks`a. Yayo принимал участия во всех уличных микстейпах 50 Cent. Он был рядом и во время торговых операций с крэком на улицах Jamaica Southside, и после подписания контракта с Trackmasters/Columbia, когда песня «How To Rob» шокировала слушателей, и у изголовья больничной кровати в мае 2000, после тех самых девяти выстрелов. Сам 50 говорит так: «Yayo всегда рядом со мной. Всегда, когда не сидит в тюрьме».

## Тюрьма
В 2002 году в канун Нового года его вместе с 50 Cent арестовали за ношение огнестрельного оружия. Полиция обнаружила, что у него нет на него никаких документов и приговорила его к году лишения свободы. Пока он сидел, группа G-Unit добивалась всё большей популярности. В своём видео они носили футболки, на которых была надпись «Free Yayo» (Свободу Yayo). Почти в каждой песне G-unit можно было услышать также эту фразу. В первый раз он увидел эту надпись, когда в тюрьме разрешили посмотреть награждение Grammy. Вдохновлённый тем, что его так ценят его товарищи, он начал работать над своим альбомом, который собирался выпустить при выходе из тюрьмы. 8 января 2004 года Tony наконец вышел из тюрьмы, но заметив, что у него поддельный паспорт полиция решила задержать его ещё на пару недель.

## Первый альбом
Выйдя на волю, Yayo заявил что к осени собирается выпустить сольный альбом, хотя Interscope никак не могли этого подтвердить. G-Unit также объявили о его возвращении на уличном уровне выпустив микстейп G-Unit Radio (Dj Whoo Kid) на котором был трек «So Seductive». В августе 2005 года вышел его первый альбом Thoughts of a Predicate Felon.

## Дискография
Студийные альбомы
- Thoughts of a Predicate Felon (2005)

Альбомы в составе G-Unit
- Beg for Mercy (2003)
- T·O·S (Terminate on Sight) (2008)
- The Beauty of Independence (2014)
- The Beast Is G-Unit (2015)